# برايان بيريز
برايان بيريز (بالإنجليزية: Brian Perez)‏ (16 سبتمبر 1986 بجبل طارق في المملكة المتحدة - ) هو لاعب كرة قدم بريطاني في مركز الوسط. شارك مع منتخب جبل طارق لكرة القدم. أما مع النوادي، فقد لعب مع نادي لينكولن ريد إيمبس.

## وصلات خارجية
- برايان بيريز على موقع الاتحاد الأوربي (الإنجليزية)
- برايان بيريز على موقع قاعدة بيانات كرة القدم.إي يو (الإنجليزية)
- برايان بيريز على موقع ناشيونال فوتبول تيمز (الإنجليزية)
- برايان بيريز على موقع Soccerway.com (الإنجليزية)